# Schumbenza Ferenc
Schumbenza Ferenc (Eszék, 1822 – Bécs, 1872 után?) férfiszabó.

## Életútja
Eszéken született, ahová szülei Budáról költöztek (ezen családból származott Benza Károly, a Nemzeti Színház operaénekese is). Schumbenza szülei korán elhaltak és ő nagybátyjához Újvidékre került, aki örökbefogadta és alsóbb iskoláit végezve Péterváradra adta szabómesterségre. Felszabadulván Velencébe, később Párizsba ment és így az olasz és francia nyelvet megtanulta (beszélt németül, szerbül, horvátul és keveset magyarul is). Párizsban egy francia divatlap szerkesztésében alkalmazták. 1846-ban Újvidéken önálló üzletet nyitott. Az 1848–49. évi szabadságharczban részt vett és mint kapitány Pétervárad feladásakor megszökött; ekkor Pesten nyitott szabóüzletet és tanította a szabászatot Pesten és Bécsben felváltva tél idején, mert nyáron utazott Európa nyugati államaiban, valamint Szerbiában és Romániában. 1872-ben Budapestről Bécsbe költözött, ahol meghalt.

## Munkája
- Selbstunterricht in der geometrischen Zuschneidekunst für Männerkleidermacher. Mit Tabellen. 4. Auflage. Pest, 1850.